# Apanteles carpatus
Apanteles carpatus är en stekelart som först beskrevs av Thomas Say 1836.  Apanteles carpatus ingår i släktet Apanteles och familjen bracksteklar. Arten är reproducerande i Sverige. Inga underarter finns listade i Catalogue of Life.